# Zhang Zilin
Zhang Zilin (em chinês simplificado:张梓琳; pinyin: Zhāng Zǐlín - Shijiazhuang, 22 de março de 1984) é uma atriz e modelo da China que venceu o Miss Mundo 2007.
Ela foi a primeira Miss Mundo de seu país e também a primeira de seu país a vencer um dos três grandes e tradicionais concursos de beleza internacionais, entre os quais também estão o Miss Universo e o Miss Internacional.

## Biografia
Zhang nasceu em Shijiazhuang, Hebei, em 22 de março de 1984, numa família abastada, que se mudou para Pequim, quando ela ainda era criança. Segundo a revista espanhola Hola, ela gostava de viajar, ler, ir ao cinema e praticar esportes. Ao Luxury Insider ela disse em 2014: "meu forte nos esportes eram as provas de corrida com obstáculos de 100 metros e o salto triplo, mas eu sabia que não era boa o suficiente para as Olimpíadas (ela havia ganho uma medalha de ouro durante o ensino médio).
Filha de pai militar (era general) e mãe professora universitária, formou-se na Universidade de Ciência e Tecnologia de Pequim, obtendo o diploma em administração de empresas em 2006.
Com 1,82m de altura, Zilin ainda estava na faculdade quando participou de um concurso para modelos e conseguiu contrato com um agência. Ao Luxury Insider ela disse que se achava um patinho feio e quando participou do concurso o fez sem muito entusiasmo. "Quando estava na escola, eu tinha cabelo curto e usava aparelho, sem mencionar todas as espinhas! Eu parecia e agia como um menino", revelou. Foram estilistas e fotógrafos próximos a ela que a incentivaram a participar dos concursos de beleza.

## Participação em concursos de beleza

### Miss China
Zilin venceu o Miss Pequim 2005 e depois o Miss China 2007, o que lhe deu o direito de participar do Miss Mundo.

### Miss Mundo
Em seu país-natal, a China, Zilin venceu o Miss Mundo 2007 aos 23 anos de idade, tendo derrotado outras 106 concorrentes para levar a coroa e o prêmio de 100 mil dólares. No concurso ela também venceu a prova preliminar Top Model.
Durante seu ano de reinado, ela viajou para diversos países e fez trabalhos de caridade. Num evento Teleton do qual participou, foram arrecadados 3,4 milhões de dólares. Ao Luxury Insider ela revelou em 2014 que uma das coisas que mais a impressionaram foram as crianças com HIV-AIDS que conheceu num centro de caridade na América do Sul. "Às vezes não se trata de doação monetária. Muitas dessas crianças só precisam de alguém para conversar", disse.

## Vida após o Miss Mundo

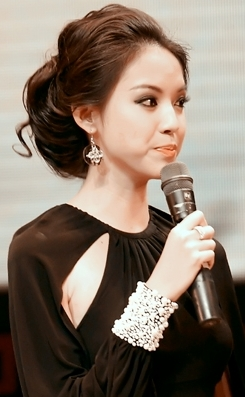
Zilin alguns anos depois de ter sido Miss Mundo

Após coroar sua sucessora, Zilin continuou trabalhando como modelo e incursionou na carreira de atriz, tendo feito alguns filmes.
Em 2013 casou-se na Tailândia com Neil Nie. O casal tem uma filha, Evelyn, nascida em abril de 2016.
Ela também já foi jurada de várias edições do Miss Mundo.
Em seu país, até hoje ela é uma celebridade.

### Filmografia
- He-Man (2011), onde interpretou a esposa condenada de um soldado chinês aposentado

- A Lenda do Rei Macaco: Tumulto no Reino Celestial (2014), no papel da Deusa Nu Wa (em inglês: Goddess Nu Wa)
- Badges of Fury (2014), onde fez uma participação especial
- Wo de zao geng nv you (2014), no papel de Lin Shu'er
- Spicy Hot in Love (2016), no papel de Chen Xin

## Curiosidade
Meses antes, outra asiática, a japonesa Riyo Mori, tinha vencido o Miss Universo 2007. Os dois concursos são considerados os mais tradicionais e importantes concursos de beleza do planeta.